# Голембюв (Свентокшиське воєводство)
Голембюв (пол. Gołębiów) — село в Польщі, у гміні Ліпник Опатовського повіту Свентокшиського воєводства.
Населення — 312 осіб (2011).
У 1975-1998 роках село належало до Тарнобжезького воєводства.

## Демографія
Демографічна структура на день 31 березня 2011 року:
|          | Загалом | Допрацездатний вік | Працездатний вік | Постпрацездатний вік |
| -------- | ------- | ------------------ | ---------------- | -------------------- |
| Чоловіки | 154     | 29                 | 108              | 17                   |
| Жінки    | 158     | 33                 | 88               | 37                   |
| Разом    | 312     | 62                 | 196              | 54                   |